# Evangelho Pseudo-Tomé
O Evangelho de Pseudo-Tomé é evangelho apócrifo que tem sua autoria atribuída a Tomé, o israelita filósofo. Este Tomé não é o apóstolo de Jesus, cujo nome era Dídimo Judas Tomé (a quem é atribuída a autoria de outro livro apócrifo: o Evangelho de Tomé). 
Este apócrifo foi escrito no século II, apesar de alguns estudiosos datarem como sendo do século I. O texto original teve 2 ampliações posteriores: a primeira introduzida na Armênia, no século V, tornou-se o Evangelho Armênio da Infância de Jesus. A segunda ampliação tornou-se o Evangelho Árabe da Infância de Jesus.
Alguns estudiosos acreditam que o evangelho Pseudo-Tomé é uma continuação da narrativa da infância de Jesus a partir do ponto onde a narrativa termina no Proto-Evangelho de Tiago. Ele faz um relato sobre a vida de Jesus dos 5 aos 12 anos. Dentre as narrativas deste apócrifo, encontramos um texto onde o menino Jesus, após ser ofendido, ordena que o filho de Anás, o escriba, ficasse seco como uma árvore, matando-o sem piedade. Estas e outras narrativas fabulosas sobre a infância de Jesus foram decisivas na classificação desta obra como um apócrifo do Novo Testamento.   

## Seleção de passagens
Esse Menino Jesus, que na época tinha cinco anos, encontrava-se um dia brincando no leito de um riacho, depois de haver chovido. Represando o correnteza em pequenas poças, tornava-as instantaneamente cristalinas, dominando-as somente com sua a palavra. Fez depois uma massa mole com barro e com ela formou uma dúzia de passarinhos. Era um Sabbath e havia outros meninos brincando com ele. Um certo homem judeu, vendo o que Jesus acabara de fazer num dia de festa, foi correndo até seu pai, José, e contou-lhe tudo:
— Olha, teu filho está no riacho e juntando um pouco de barro fez uma dúzia de passarinhos, profanando com isso o dia do Sabbath.
José foi ter ao local e, ao vê-lo, ralhou com ele dizendo:
— Por que fazes no Sabbath o que não é permitido?
Jesus, batendo palmas, dirigiu-se às figurinhas, ordenando-lhes:
— Voai!
Os passarinhos foram todos embora, gorjeando. Os judeus, ao verem isso, encheram-se de admiração e foram contar aos seus superiores o que haviam visto Jesus fazer.
Encontrava-se ali presente o filho de Anás, o escriba, e teve a ideia de fazer escoar as águas represadas por Jesus, usando uma planta de vime.
Ante essa atitude, Jesus indignou-se e disse:
— Malvado, ímpio e insensato. Será que as poças e as águas te estorvavam? Ficarás agora seco como uma árvore, sem que possas dar folhas, nem raiz nem frutos.
Imediatamente o rapaz tornou-se completamente seco. Os pais pegaram o infeliz, chorando a sua tenra idade, e o levaram ante José, maldizendo-o por ter um filho que fazia tais coisas.
Certa vez, José mandou seu filho Tiago juntar lenha e trazê-la para casa. O Menino Jesus acompanhou-o, mas aconteceu que, enquanto Tiago recolhia os gravetos, uma cobra picou-lhe a mão.
Tendo caído no chão, ficou completamente largado e estando já para morrer, quando Jesus aproximou-se e assoprou a mordida. Imediatamente desapareceu a dor, a cobra explodiu e Tiago recobrou imediatamente a saúde
Dias depois, encontrava-se Jesus brincando num terraço. Um dos meninos que estavam com ele caiu do alto e morreu. Os outros, ao verem isso, foram-se embora e somente Jesus ficou. Pouco depois chegaram os pais do morto e puseram a culpa nele.
Disse-lhes Jesus:
— Não, não. Eu não o empurrei.
Apesar disso, eles o maltrataram. Jesus deu um salto de cima do terraço, vindo cair junto ao cadáver. Pôs-se a gritar bem alto:
— Zenon — assim se chamava o menino, — levanta-te e responda-me: fui eu quem te empurrou?
O morto levantou-se num instante e disse:
— Não, Senhor. Tu não me jogaste, porém me ressuscitaste.
Ao ver isso, todos os presentes ficaram consternados . Os pais do menino glorificaram a Deus por aquele maravilhoso feito e adoraram a Jesus.”

## Ligações Externas
- Pseudo-Tomé (em português)
- Estudo sobre alguns  Evangelhos Apócrifos
- Entrevista da Revista Veja com o Frei Jacir de Freitas sobre a Infância de Jesus